# Antonio Martín Escudero
Antonio Martín Escudero, también conocido como el Cojo de Málaga (Belvís de Monroy, Cáceres, 17 de enero de 1895 - Bellver de Cerdaña, Lérida, 27 de abril de 1937), fue un sindicalista y militante anarquista de la Federación Anarquista Ibérica.
Se le conoció como el Cojo de Málaga por la cojera causada por una osteítis en su pierna derecha y por analogía con Joaquín José Vargas Soto, cantaor flamenco también conocido como el Cojo de Málaga.

## Biografía
Hijo de emigrantes a Cataluña, ante la lucha que llevan a cabo el gobernador civil de Barcelona, Martínez Anido y los pistoleros de la patronal contra el movimiento obrero y sus líderes sindicales, entra en contacto con el grupo Los Solidarios en Barcelona en 1922. Al año siguiente, tras producirse el golpe de Estado de Primo de Rivera en España, se establece en Puigcerdà (capital de la Cerdaña) delegado por la CNT para colaborar en el contrabando de armas destinadas a la lucha contra la dictadura.

### Exilio en Francia
En 1924, a causa de su enfermedad, pasa al exilio residiendo en Francia hasta 1934, manteniendo el contacto con otros miembros de Los Solidarios, como Durruti. Trabajó como zapatero en París. En Aubervilliers tuvo una hija, Florida Martín Sanmartín. Allí mismo trabajó también en la construcción y posteriormente en un garaje.

### Retorno
Vuelve a España en 1934 instalándose en la Cerdaña y trabajando como albañil a la par que mantiene su militancia en la CNT. En 1936 asiste al congreso de la CNT de Zaragoza como delegado.
Durante la Guerra civil española presidió el Comité de Puigcerdà. Trató de imponer precios justos y evitar la especulación de los propietarios, para facilitar alimentos en tiempos de hambruna. En estos tiempos se fraguó la leyenda negra del cojo de Málaga, pues los propietarios de Bellver no veían con buenos ojos la regulación de los precios. También evitó otra actividad lucrativa: el paso clandestino de personas por la frontera, operación por la que Estat Català y Esquerra Republicana de Catalunya ingresaban importantes cantidades.
Otro de los objetivos de Martín fue centralizar en Puigcerdá la producción ganadera de la Cerdaña para abastecer el frente. Ante el rechazo que esta medida despertó entre los ganaderos de Bellver, que dudaban del destino de la carne, en febrero de 1936, el alcalde Joan Solé, lideró la resistencia ante esta pretensión.
Es considerado el responsable principal de numerosas ejecuciones en collada de Tosses y Urtx, con más de cincuenta muertos en aquella zona.

### Muerte
Murió en Bellver de Cerdanya al intentar asaltar dicho pueblo, en un enfrentamiento armado entre sus hombres y vecinos de la comarca, ayudados por guardias de asalto y guardias nacionales republicanos, poco antes de los hechos de mayo de 1937 de Barcelona.